# Secca d'Entrevaux
La secca d'Entrevaux est un jambon sec de viande bovine séché et salé. Il ressemble à la viande des Grisons et se déguste découpé en fines tranches.

## Origine
Cette charcuterie a été mise au point par Robert Lovera, boucher à Entrevaux. 

## Dégustation
La secca est généralement appréciée avec une salade de tomates relevée d’huile d'olive parfumée à la truffe et de citron ou agrémentée de fromage de brebis. Au cours de l’été, elle peut être accompagnée de fromage frais et se déguster avec un melon de Cavaillon.
Elle peut être aussi arrosée d'huile d'olive, d'un jus de citron et servie sur un lit de salade avec des noix et des croûtons
Les restaurateurs locaux proposent la secca avec des lentilles en salade, en mariage avec du foie gras ou encore en assiette de dégustation où elle s'accompagne d'une terrine de foie gras, d'une compotée d'oignons rouges et de chèvre chaud sur toast.

## Accord mets/vin
Il est traditionnel d'accorder un mets régional avec un vin régional. Un vin blanc comme un Ventoux (AOC), un Grignan-les-adhémar, un Lirac (AOC), un Côtes-du-rhône villages ou un Bouches-du-rhône (IGP).